# South Portland
South Portland ist eine City im Cumberland County im US-Bundesstaat Maine. South Portland hatte bei der US-Volkszählung 2020 eine Einwohnerzahl von 26.498 auf einer Fläche von 37 km². South Portland liegt am Fore River gegenüber von Portland, mit dem sie über eine Brücke verbunden ist.

## Geografie
Nach dem United States Census Bureau hat der Ort eine Gesamtfläche von 37,0 km², von denen 31,1 km² Land und 5,9 km² Wasser sind.

### Geografische Lage
South Portland ist eine City im südlichen Cumberland County und liegt an der Casco Bay, am Atlantischen Ozean. Im westlichen Teil der City befindet sich Industrie und das Geschäftsviertel, im östlichen Teil ein Community College, der Strandbereich, mehrere Parks, ein maritimes Museum und eine Marina, sowie ein großer Hafen.

### Nachbargemeinden
Alle Entfernungen sind als Luftlinien zwischen den offiziellen Koordinaten der Orte aus der Volkszählung 2010 angegeben.
- Norden: Portland, 11,2 km
- Süden: Cape Elizabeth, 9,5 km
- Westen: Scarborough, 5,8 km
- Nordwesten: Westbrook, 7,9 km

### Stadtgliederung
In South Portland gibt es mehrere Siedlungen: Berwick Branch (ehemaliges Postamt), Cape Elizabeth Depot (ehemaliges Postamt), Cape Elizabeth Ferry, Cash Corner, Ferry Village, Knightville (Knightsville), Meetinghouse Hill, Pleasantdale, South Portland, South Portland Gardens, South Portland Heights, Sunset Park, Thornton Heights, Willard Square und Ligonia.

### Klima
Die mittlere Durchschnittstemperatur in South Portland liegt zwischen −7,8 °C (18° Fahrenheit) im Januar und 20,0 °C (68° Fahrenheit) im Juli. Damit ist der Ort gegenüber dem langjährigen Mittel der USA um etwa 9 Grad kühler. Die Schneefälle zwischen Oktober und Mai liegen mit bis zu zweieinhalb Metern mehr als doppelt so hoch wie die mittlere Schneehöhe in den USA; die tägliche Sonnenscheindauer liegt am unteren Rand des Wertespektrums der USA.

## Geschichte
Bis zur Eigenständigkeit am 15. März 1895 gehörte South Portland zur Town Cape Elizabeth. Im Jahr 1940 wurde eine Werft errichtet, in der Frachtschiffe für Großbritannien gebaut wurden. Während des Zweiten Weltkriegs wurden hier mehr als 10 % aller Liberty-Frachter gebaut. Zu Höchstzeiten waren mehr als 30.000 Menschen dort beschäftigt. Dies ging nach Ende des Krieges wieder stark zurück.
Am 11. Juli 1944 ereignete sich ein schwerer Flugunfall. Aus ungeklärter Ursache verlor der Pilot der US Army, Lt. Phillip Russel bei der Landung die Kontrolle über seine Douglas A-26 und stürzte auf einen Trailer Park am Brick Hill in South Portland. Bei diesem Unfall starben 19 Menschen und 20 wurden schwer verletzt. 66 Jahre später wurde ein Mahnmal, das Long Creek Air Tragedy Memorial errichtet um den Opfern zu gedenken.

### Einwohnerentwicklung
| Volkszählungsergebnisse – City of South Portland, Maine | Volkszählungsergebnisse – City of South Portland, Maine | Volkszählungsergebnisse – City of South Portland, Maine | Volkszählungsergebnisse – City of South Portland, Maine | Volkszählungsergebnisse – City of South Portland, Maine | Volkszählungsergebnisse – City of South Portland, Maine | Volkszählungsergebnisse – City of South Portland, Maine | Volkszählungsergebnisse – City of South Portland, Maine | Volkszählungsergebnisse – City of South Portland, Maine | Volkszählungsergebnisse – City of South Portland, Maine | Volkszählungsergebnisse – City of South Portland, Maine |
| Jahr                                                    | 1900                                                    | 1910                                                    | 1920                                                    | 1930                                                    | 1940                                                    | 1950                                                    | 1960                                                    | 1970                                                    | 1980                                                    | 1990                                                    |
| ------------------------------------------------------- | ------------------------------------------------------- | ------------------------------------------------------- | ------------------------------------------------------- | ------------------------------------------------------- | ------------------------------------------------------- | ------------------------------------------------------- | ------------------------------------------------------- | ------------------------------------------------------- | ------------------------------------------------------- | ------------------------------------------------------- |
| Einwohner                                               | 6287                                                    | 7471                                                    | 9254                                                    | 13840                                                   | 15781                                                   | 21866                                                   | 22788                                                   | 23267                                                   | 22712                                                   | 23163                                                   |
| Jahr                                                    | 2000                                                    | 2010                                                    | 2020                                                    | 2030                                                    | 2040                                                    | 2050                                                    | 2060                                                    | 2070                                                    | 2080                                                    | 2090                                                    |
| Einwohner                                               | 23324                                                   | 25002                                                   | 26498                                                   |                                                         |                                                         |                                                         |                                                         |                                                         |                                                         |                                                         |

## Kultur und Sehenswürdigkeiten

### Bauwerke

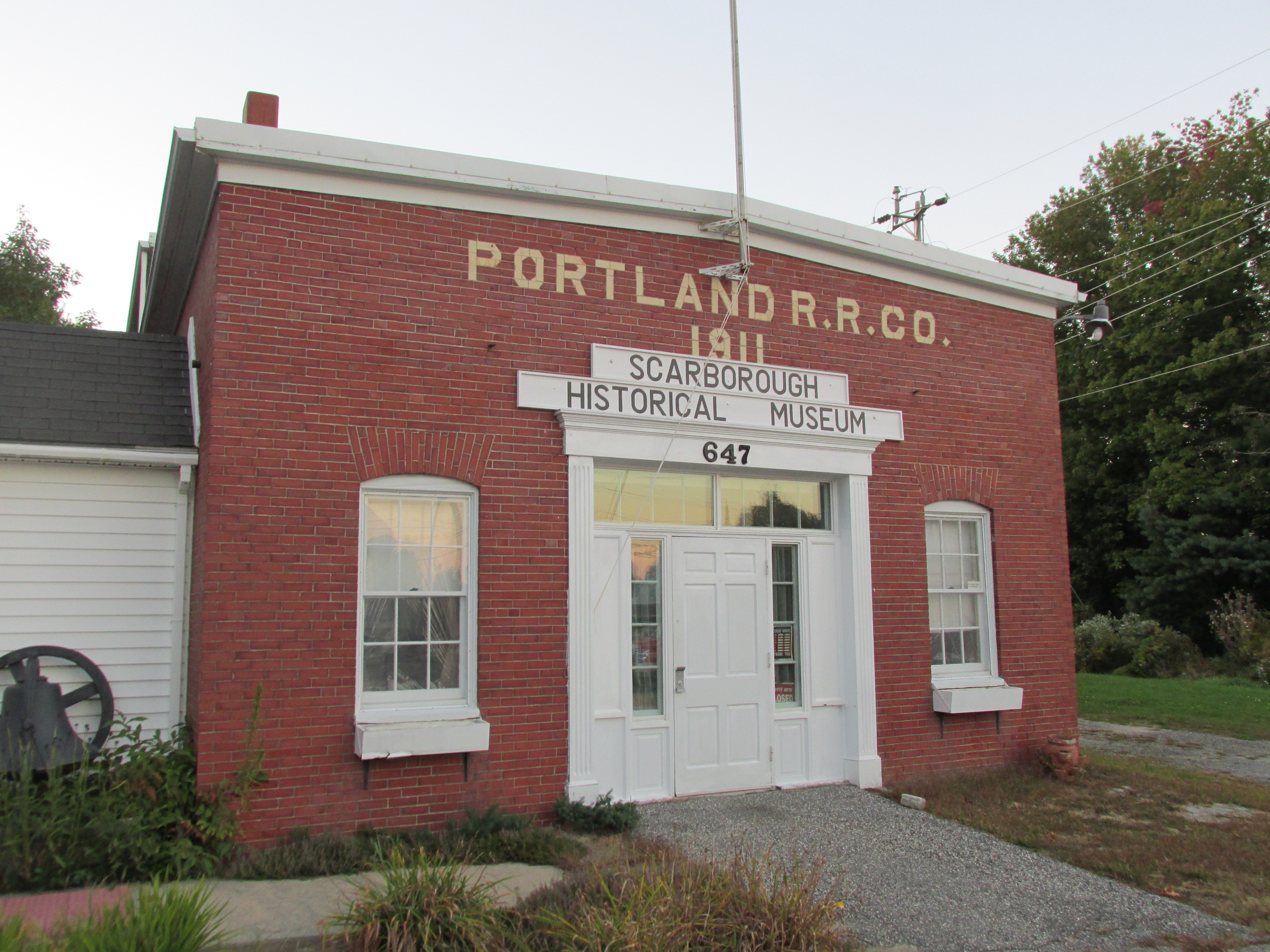
Portland RR Co 1911

Drei Bauwerke und ein Distrikt stehen unter Denkmalschutz und wurden ins National Register of Historic Places aufgenommen.
Als Distrikt
- State Reform School Historic District, aufgenommen 1985, Register-Nr. 85000730

Weitere Bauwerke
- Portland Breakwater Light, aufgenommen 1973, Register-Nr. 73000238
- Seavey-Robinson House, aufgenommen 1986, Register-Nr. 86002468
- Spring Point Ledge Light Station, aufgenommen 1988, Register-Nr. 87002279

## Wirtschaft und Infrastruktur

### Verkehr
Die Interstate 95 verläuft in nordsüdlicher Richtung durch den Westen von South Portland. Von ihr zweigt in Richtung Westen die Interstate 295 ab. Sie verbindet Portland mit der Interstate 95. Aus südlicher Richtung kurz vor der Brücke nach Portland stößt der U.S. Highway 1 auf die Interstate 295.

### Öffentliche Einrichtungen
In South Portland gibt es mehrere medizinischen Einrichtungen. Weitere stehen in Portland zur Verfügung. In South Portland befinden sich zwei öffentliche Bibliotheken, die South Portland Public LIbrary und die South Portland Public LIbrary.

### Bildung
Die Schulbildung der City wird durch das South Portland School Department organisiert.
Folgende Schulen stehen in South Portland zur Verfügung:
- South Portland High School
- Mahoney Middle School
- Dora L. Small Elementary School
- Skillin Elementary School
- Kaler Elementary
- Dyer Elementary School
- Frank I. Brown Elementary School
- South Portland Preschool

## Persönlichkeiten

### Söhne und Töchter der Stadt
- James C. Oliver (1895–1986), Politiker
- Amy Allen (* 1992), Musikerin

### Persönlichkeiten, die vor Ort gewirkt haben
- Frank M. Coffin (1919–2009), Politiker
- Eben L. Elwell (1921–2009), Schiffbauer in South Portland und Maine State Treasurer
- Simon M. Hamlin (1866–1939), Politiker